# Відкритий чемпіонат США з тенісу 1998
Відкритий чемпіонат США з тенісу 1998 проходив з 31 серпня по 13 вересня 1998 року на відкртих кортах Тенісного центру імені Біллі Джин Кінг у парку Флашинг-Медоуз у районі Нью-Йорка Квінз. Це був четвертий, останній турнір Великого шолома календарного року. 

## Події
Патрік Рафтер успішно захистив свій титул переможця одиночних змагань чоловіків. Ці дві перемоги залишилися для нього єдиними титулами Великого шолома. 
У жінок Лінзі Девенпорт у фіналі перемогла минулорічну чемпіонку Мартіну Хінгіс і виграла свій перший титул Великого шолома. Ця перемога в чемпіонаті США залишилася для неї єдиною, хоча інші мейджори вона ще виграватиме. Цей турнір став останнім чемпіонатом США для п'ятиразової чемпіонки Штеффі Граф, і першим для майбутньої шестиразової чемпіонки Серени Вільямс. 
Мартіна Хінгіс та Яна Новотна виграли парний жіночий турнір, повторивши свої успіхи в Парижі та Вімблдоні. Крім того Марніна виграла цього року чемпіонат Австралії з Мір'яною Лучич.  А це означало, що Хінгіс оформила календарний великий шолом у парному розряді. Востаннє таке вдавалося зробити Мартіні Першій разом із Пем Шрайвер 1984 року. 
У парному чоловічому розряді Сендон Столл та Циріл Сук здобули титул Великого шолома вперше.
Пара Серена Вільямс та Макс Мирний виграли мікст на другому турнірі Великого шолома поспіль.

## Результати фінальних матчів

### Дорослі
| Одиночний розряд. Чоловіки |                                 |                    |
| Патрік Рафтер              | Марк Філіппуссіс                | 6–3, 3–6, 6–2, 6–0 |
|                            |                                 |                    |
| Одиночний розряд. Жінки    |                                 |                    |
| Ліндсі Девенпорт           | Мартіна Хінгіс                  | 6–3, 7–5           |
|                            |                                 |                    |
| Парний розряд. Чоловіки    |                                 |                    |
| Сендон Столл Циріл Сук     | Марк Ноулз Деніел Нестор        | 4–6, 7–6, 6–2      |
|                            |                                 |                    |
| Парний розряд. Жінки       |                                 |                    |
| Мартіна Хінгіс Яна Новотна | Ліндсі Девенпорт Наташа Звєрєва | 6–3, 6–3           |
|                            |                                 |                    |
| Мікст                      |                                 |                    |
| Серена Вільямс Макс Мирний | Ліза Реймонд Патрік Гелбрайт    | 6–2, 6–2           |
|                            |                                 |                    |

### Юніори
| Одиночний розряд. Хлопці       |                            |               |
| Давид Налбандян                | Роджер Федерер             | 6–3, 7–5      |
|                                |                            |               |
| Одиночний розряд. Дівчата      |                            |               |
| Єлена Докич                    | Катарина Среботнік         | 6–4, 6–2      |
|                                |                            |               |
| Парний розряд. Хлопці          |                            |               |
| К. Дж. Гіппенстіл Девід Мартін | Енді Рам Ловро Зовко       | 6–7, 7–6, 6–2 |
|                                |                            |               |
| Парний розряд. Дівчата         |                            |               |
| Кім Клейстерс Ева Дирберг      | Єлена Докич Еві Домінкович | 7–6, 6–4      |
|                                |                            |               |